# 静岡ダービー
静岡ダービー（しずおかダービー）は、静岡県に本拠地を置くサッカークラブによって行われるダービーマッチである。
清水エスパルス（静岡県静岡市）とジュビロ磐田（静岡県磐田市）の対戦カードが著名である。
この記事では、主に現存する全国リーグ在籍チーム（上記2チームと藤枝MYFC、アスルクラロ沼津、Honda FCの計5チーム）について記述する。

## 概要
静岡サッカーのはじまり
1927年、藤枝市（当時は合併前の藤枝町）の旧制県立志太中学校（現在の県立藤枝東高校）でサッカーが校技となり、1936年ベルリンオリンピックに選手を輩出、高校選手権大会では4度の全国優勝を飾る強豪校となる。1952年には天皇杯決勝の開催地となるなど、藤枝市は『サッカーのまち』と呼ばれる。一方、清水市（現在の静岡市清水区）でも1929年に旧制県立庵原中学校（現在の県立清水東高校）で蹴球部が発足。1956年には清水市立江尻小学校を皮切りに次々と小学生チームが誕生、藤枝に追いつくべく1967年に国内初の小学生リーグを発足、選抜チームである清水FCは全日本少年サッカー大会優勝8回を数え、優秀な選手を数多く輩出する『サッカー王国』と呼ばれる所以となった。
日本サッカーリーグ時代
実業団では清水市が本拠地の日本軽金属サッカー部は1955年の全日本実業団サッカー選手権大会で3位の成績を収め、1972年に日本サッカーリーグ（旧JSL）2部創設とともに昇格、1974年まで参加している。1975年には本田技研工業サッカー部（現在のHonda FC）、1979年にヤマハ発動機サッカー部（現在のジュビロ磐田）が地域リーグの一つである東海リーグから旧JSLに昇格。本田技研工業とヤマハ発動機の2チームは、他の旧JSL参加チームが関東と関西に偏る中、天竜川を挟んだ浜松市と磐田市をそれぞれ本拠地とし、両社共に二輪生産拠点としていたことから『天竜川決戦』と称された。1987年には以前から愛知県内から裾野市に本拠地を移していたトヨタ自動車サッカー部（現在の名古屋グランパスエイト）が旧JSL1部に昇格し、静岡県内にフランチャイズを置く旧JSL1部在籍チームが全12チーム中3チームも存在した時期があった。藤枝市を本拠地とした藤枝市役所サッカー部 （1988年-1989年シーズン）と中央防犯ACM藤枝FC（旧：中央防犯サッカー部、後の藤枝ブルックス→福岡ブルックス→現在のアビスパ福岡、1991年-1992年シーズン）も旧JSL2部に在籍していた。
Jリーグ発足
1991年2月14日、Jリーグ発足に伴う初年度参加チームとして清水市をホームタウンとする清水エスパルス（←清水FC←清水サッカークラブ（清水クラブ）、当時静岡県リーグ1部在籍）の加盟が正式発表された。当時の清水市は少年サッカー大会での清水FC（優勝8回）、高校選手権で市内の学校（県立清水東高校・市立清水商高校・東海大第一高校）が1980年から1988年の間に7度決勝進出（うち優勝4回）を重ね、多数の選手を輩出している地域であること、および1991年の高校総体サッカー競技のためにつくられた日本平運動公園球技場があり、プロサッカーチームを大きく育てる「ホームタウン」にふさわしい候補地であることからの選出であった。旧JSL1部の強豪であった本田技研工業サッカー部とヤマハ発動機サッカー部は下部リーグとなるジャパンフットボールリーグ（旧JFL）への加盟となった。
静岡ダービー
1993年にJリーグが開幕、横浜市をホームタウンとする横浜マリノスと横浜フリューゲルスによる『横浜ダービー』が注目を集めた。一方、同年の旧JFL、1部（旧J1）にはヤマハ発動機サッカー部から改称したジュビロ磐田と中央防犯ACM藤枝FCの2チーム、2部（旧J2）には本田技研工業サッカー部、本田技研工業と同じく浜松市をホームタウンとするPJMフューチャーズ（後の鳥栖フューチャーズ→現在のサガン鳥栖の実質的な前身）、トヨタ自動車サッカー部とは別途の存在でPJMと共に東海リーグから昇格した裾野市のトヨタ自動車東富士FCの3チームが参加し、静岡県内ローカルの番組で県勢同士の対戦を『静岡ダービー』と称するようになった。この内、Jリーグ参入を目指す磐田は前年の1992年11月の時点でJリーグ準会員が認められており、旧J1年間成績2位でJリーグ昇格を果たした。また、磐田は1993年10月16日のヤマザキナビスコカップ予選にて、Jリーグ開幕以降としては公式戦で初めてとなる清水エスパルスとのダービーマッチに臨んだ。
Jリーグチャンピオンシップ
1999年、ジュビロ磐田が1stステージを制し、続く2ndステージは清水エスパルスが制したため静岡ダービーで年間優勝を争うこととなった。Jリーグチャンピオンシップがホームアンドアウェイで開催され、1勝1敗ののちPK戦の末、磐田が勝利した。
エコパスタジアム開場
2001年、袋井市に2002 FIFAワールドカップの試合会場となるエコパスタジアムが完成。2001年5月12日には杮落としとして、清水エスパルスとジュビロ磐田の試合を開催。観衆52,959人を集めた。試合は延長ののち、Vゴールで清水が勝利。

エコパスタジアムのある袋井市は磐田市に隣接していることもあり、磐田主管の試合では多くの観客来場が見込まれるホームゲームを開催、静岡ダービーも2012年まで開催された。一方清水は静岡ダービーの主管試合は2005年以降静岡市清水日本平運動公園球技場で開催している。
トラブル
サポーター同士の小競り合い、乱闘も多く、荒れる試合になることもある。2011年のリーグ戦・清水エスパルス主管の試合で、試合開始前にジュビロ磐田サポーター2名が「ゴトビへ 核兵器つくるのやめろ」と清水監督のアフシン・ゴトビを中傷する垂れ幕を掲げ、怒った清水サポーターとの小競り合いが発生。垂れ幕を掲げた2名は退席処分を受けている。また、2013年、2018年の試合では、J2降格圏内にあった磐田を皮肉るような横断幕が掲げられたり勝利した清水側が磐田の勝利時のチャントを歌うなどの挑発行為を行っている。
また清水サポーターが磐田のチームフラッグを燃やす、スタジアムの椅子を破壊するといった事件もあった。
イベント
2012年4月14日、日本平で開催されたJ1リーグ第6節 清水エスパルス対ジュビロ磐田では、スカパーでJリーグオフィシャルサポーターを担当する乃木坂46がマスコットのパルちゃんと共にパフォーマンスを披露した。また富士市出身の若月佑美が清水に、磐田市出身の深川麻衣が磐田にエールを贈っている。
2010年より、清水エスパルスとジュビロ磐田の両クラブ合同で、『静岡ダービーエンブレム』を制作。両クラブともスポンサードしている企業キャラクターが特別なデザインユニフォーム姿で登場するなど関連イベントを開催している。
掛け合い中継
清水エスパルスとジュビロ磐田の対戦を地元の放送局であるSBSラジオが中継する際、1996年11月9日の試合の放送時から「ダブル実況」というスタイルをとるのが恒例となっている。これは、実況アナウンサーを二人配置し、清水の選手がボールを支配しているときは清水担当のアナウンサー、磐田の選手がボールを支配しているときは磐田担当のアナウンサーが「掛け合い」で実況を行うものである。
県外での開催
Jリーグのレギュラーシーズンにおいて、県外での開催が1回だけある。1994年2ndステージの清水エスパルス主管の神戸総合運動公園ユニバー記念競技場での試合で、日本平スタジアムが座席増築や芝生張り替えなどの改修工事が行われ使用不可だったためである。
また第83回天皇杯準決勝として埼玉スタジアム2002で、第85回天皇杯準々決勝として丸亀競技場で開催されている。
JFLにおけるダービーマッチ
日本フットボールリーグ（現行のJFL）在籍チームに関しても、県内のチーム同士が対戦する場合に『静岡ダービー』と称する。本田技研工業サッカー部は旧JFL時代から継続して在籍し、2002年にはHonda FCに改称した。また、富士市をホームタウンとするジヤトコサッカー部との対戦は1997年から7年間開催されていた。2000年から2002年は、大学サッカー連盟推薦枠での全国地域リーグ決勝大会での勝ち抜きを経て参入を果たした磐田市の静岡産業大学サッカー部を合わせて3チームが在籍していた。2012年から藤枝市をホームタウンとする藤枝MYFCのJFL昇格により9年ぶりにダービーマッチが復活。2014年には、J3リーグ創設でJリーグ昇格（J3参入）となった藤枝と入れ替わる形で、沼津市に本拠地を置くアスルクラロ沼津が昇格。2014年から2016年はHondaと沼津の対戦が、全国規模のリーグ戦では唯一となっていた。
開催なしシーズン
2014年、藤枝MYFCのJリーグ昇格（J3参入）により、静岡県からJリーグに加盟するクラブは3つとなった。一方でジュビロ磐田が2013年J1リーグ17位の結果を受けJ2リーグ在籍となり、J1の清水エスパルスを含め3クラブとも異なるカテゴリーの所属となった。2015年のJ2リーグで2位となり磐田が2シーズンぶりにJ1復帰を決めたものの、清水はJ1リーグ17位となりJ2降格。1994年から続いてきたJリーグ戦での静岡ダービーは、2014年から3シーズン連続で開催されなかった。
2017シーズンに清水エスパルスのJ1復帰に伴い、ジュビロ磐田とのJ1リーグでの対戦が復活。4シーズンぶりの対戦となった2017年4月1日は40491人の観客が集まった。
ジュビロ磐田は2019年シーズン最下位となり再びJ2降格、2020年シーズンもJ1昇格できなかったため、清水エスパルスとのJ1リーグ戦での対戦は2シーズン無くなった。2022シーズンはJ1復帰し磐田のホーム開幕戦で3シーズンぶりに対戦が復活。
J3でのダービーマッチが実現
アスルクラロ沼津が2015年にJ3ライセンスを取得、2016年JFLで昇格圏内の3位に入りJ3昇格を決め、藤枝MYFCとのJ3リーグでの対戦が実現。2017年3月25日に行われた対戦では沼津が1-0で勝利を収めた。
災害等の支援・取り組み
2011年4月9日、同年3月に発生した東日本大震災にともなうリーグ中断期間中に、清水エスパルスとジュビロ磐田が被災地支援のためのチャリティマッチを開催。試合後は両チームの選手が一緒にスタジアムを一周するなど、ライバルの垣根を越えて被災地にエールを送った。2020年3月28日、新型コロナウイルス感染拡大の影響で公式戦中断、静岡県知事による移動自粛が呼び掛けられる事態となる中、練習試合の模様をライブ配信することを決定。45分x4本で行われた試合は1本目と2本目はDAZNで中継、3本目と4本目は清水公式インスタグラムおよび磐田公式YouTubeチャンネルで配信された。
Jリーグ開幕以降の天竜川決戦
1992年の旧JFLを最後に、旧JSL時代から続いてきた本田技研工業サッカー部（Honda FC）とヤマハ発動機サッカー部（ジュビロ磐田）のダービーマッチである『天竜川決戦』は一旦幕を下ろすことになったが、2017年の天皇杯本選の2回戦で当たることとなり、25年振りに当ダービーマッチが復活した。なお、更に4年後である2021年の天皇杯本選でも3回戦で実現している。以上により、プレシーズンマッチやトレーニングマッチを除くと、現状、両者の公式戦でのダービーマッチは天皇杯のみとなっている。
J1から静岡県勢が消滅
2022年のJ1リーグにて、清水エスパルスが17位、ジュビロ磐田が18位に沈みJ1からの降格が決定した。これまで両クラブが同じ時期にJ2に在籍したことはなく、この同時降格により、Jリーグ創設後初めて静岡県のチームがトップディビジョンから消滅することになった。またこの降格によって、2023年シーズンでは両クラブによる静岡ダービーが史上初めてJ2で行われることになった。その一方で2022年のJ3リーグにて、藤枝MYFCが2位を確定させ、J3からの昇格が決定した。これにより、2023年のJ2リーグは静岡県のJリーグクラブの3チーム（清水・磐田・藤枝）が所属することになった。しかし、2023年に磐田がJ1復帰したことによってこの現象は1年限りとなった。
静岡三国決戦
2023シーズン、静岡県内クラブの3チームが同じカテゴリーに所属し、お互いの意地とプライドをかけ鎬を削り合い戦うこととなった。この機会にサッカーを通じて静岡県全体を盛り上げていきたいということが、3クラブ共通の想いであり、試合以外の部分でも、それぞれのクラブを応援している全ての人に楽しんでもらうことが企画の意義。清水エスパルスは2勝1分1敗、ジュビロ磐田は2勝1分1敗、藤枝MYFCは1勝0分3敗の結果となった。
蒼藤決戦
2025シーズン、静岡県内のクラブであるジュビロ磐田と藤枝MYFCが同じカテゴリーに所属し、共にJ1を目指して戦うこととなった。2023年の「静岡三国決戦」に続き、2025シーズンは県内唯一の対決となるジュビロ磐田と藤枝MYFCとの一戦を話題化することで、サッカーを通じて静岡県全体をより盛り上げることが企画の意義。

## ホームスタジアム
| チーム名                                      | スタジアム名 （愛称または命名権名称）                   | 収容人員 | 画像     |
| --------------------------------------------- | ------------------------------------------------------- | -------- | -------- |
| 清水エスパルス                                | 静岡市清水日本平運動公園球技場 （IAIスタジアム日本平）  | 20,281人 | アイスタ |
| ジュビロ磐田                                  | ヤマハスタジアム                                        | 15,165人 | ヤマハ   |
| 藤枝MYFC                                      | 藤枝総合運動公園サッカー場                              | 13,000人 | 藤枝サ   |
| アスルクラロ沼津                              | 愛鷹広域公園多目的競技場                                | 10,000人 | 愛鷹     |
| Honda FC                                      | Honda都田サッカー場                                     | 2,506人  | 都田     |
| 清水・磐田 中立開催地 及び Honda 天皇杯開催地 | 静岡県小笠山総合運動公園スタジアム （エコパスタジアム） | 50,889人 | エコパ   |
| 天皇杯静岡県予選決勝戦開催地                  | 静岡県草薙総合運動場球技場                              | 12,000人 |          |

## 清水エスパルス vs ジュビロ磐田

### リーグ戦戦績
■清水エスパルス：21勝8分25敗
■ジュビロ磐田：25勝8分21敗
| 年 | 月日     | 時期 | 時期      | 会場     | ホーム | 得点 | アウェイ | 観客数 |
| --- | -------- | ---- | --------- | -------- | ------ | ---- | -------- | ------ |
| 1994年 | 4月6日   | J    | 1st第7節  | 草薙     | 清水   | 1-0  | 磐田     | 17,806 |
| 1994年 | 5月18日  | J    | 1st第17節 | 磐田     | 磐田   | 4-2  | 清水     | 14,756 |
| 1994年 | 9月3日   | J    | 2nd第7節  | 神戸ユ   | 清水   | 0-1  | 磐田     | 37,306 |
| 1994年 | 11月2日  | J    | 2nd第17節 | 磐田     | 磐田   | 2-1  | 清水     | 15,377 |
| 1995年 | 4月22日  | J    | 1st第10節 | 日本平   | 清水   | 2-3  | 磐田     | 18,432 |
| 1995年 | 7月8日   | J    | 1st第22節 | 磐田     | 磐田   | 2-1  | 清水     | 19,069 |
| 1995年 | 8月26日  | J    | 2nd第5節  | 日本平   | 清水   | 0-2  | 磐田     | 20,295 |
| 1995年 | 10月18日 | J    | 2nd第17節 | 磐田     | 磐田   | 3-2  | 清水     | 17,976 |
| 1996年 | 4月27日  | J    | 第10節    | 日本平   | 清水   | 1-2  | 磐田     | 21,931 |
| 1996年 | 11月9日  | J    | 第30節    | 磐田     | 磐田   | 1-2  | 清水     | 17,543 |
| 1997年 | 7月19日  | J    | 1st第17節 | 日本平   | 清水   | 1-2  | 磐田     | 17,756 |
| 1997年 | 10月4日  | J    | 2nd第17節 | 磐田     | 磐田   | 2-0  | 清水     | 17,117 |
| 1998年 | 5月2日   | J    | 1st第10節 | 日本平   | 清水   | 2-1  | 磐田     | 19,544 |
| 1998年 | 10月31日 | J    | 2nd第14節 | 磐田     | 磐田   | 1-0  | 清水     | 17,337 |
| 1999年 | 4月24日  | J1   | 1st第8節  | 日本平   | 清水   | 2-5  | 磐田     | 19,343 |
| 1999年 | 8月14日  | J1   | 2nd第2節  | 磐田     | 磐田   | 0-1  | 清水     | 17,337 |
| 2000年 | 5月27日  | J1   | 1st第15節 | 磐田     | 磐田   | 0-2  | 清水     | 17,373 |
| 2000年 | 11月11日 | J1   | 2nd第12節 | 日本平   | 清水   | 1-0  | 磐田     | 18,977 |
| 2001年 | 5月12日  | J1   | 1st第9節  | エコパ   | 清水   | 1-0  | 磐田     | 52,959 |
| 2001年 | 9月1日   | J1   | 2nd第1節  | エコパ   | 磐田   | 3-1  | 清水     | 43,506 |
| 2002年 | 7月24日  | J1   | 1st第10節 | 磐田     | 磐田   | 3-1  | 清水     | 16,752 |
| 2002年 | 9月18日  | J1   | 2nd第4節  | 日本平   | 清水   | 0-2  | 磐田     | 15,186 |
| 2003年 | 4月19日  | J1   | 1st第4節  | エコパ   | 清水   | 0-2  | 磐田     | 32,528 |
| 2003年 | 8月23日  | J1   | 2nd第2節  | エコパ   | 磐田   | 1-0  | 清水     | 35,313 |
| 2004年 | 5月2日   | J1   | 1st第7節  | エコパ   | 清水   | 1-0  | 磐田     | 39,120 |
| 2004年 | 10月2日  | J1   | 2nd第8節  | エコパ   | 磐田   | 1-2  | 清水     | 28,756 |
| 2005年 | 4月2日   | J1   | 第3節     | エコパ   | 磐田   | 1-1  | 清水     | 37,384 |
| 2005年 | 10月22日 | J1   | 第18節    | 日本平   | 清水   | 1-1  | 磐田     | 16,220 |
| 2006年 | 7月29日  | J1   | 第16節    | エコパ   | 清水   | 2-0  | 磐田     | 24,920 |
| 2006年 | 11月26日 | J1   | 第33節    | エコパ   | 磐田   | 1-0  | 清水     | 37,711 |
| 2007年 | 5月3日   | J1   | 第9節     | 日本平   | 清水   | 2-1  | 磐田     | 20,318 |
| 2007年 | 9月1日   | J1   | 第24節    | エコパ   | 磐田   | 0-1  | 清水     | 33,678 |
| 2008年 | 5月3日   | J1   | 第10節    | 日本平   | 清水   | 1-1  | 磐田     | 20,330 |
| 2008年 | 11月8日  | J1   | 第31節    | エコパ   | 磐田   | 1-0  | 清水     | 24,887 |
| 2009年 | 4月19日  | J1   | 第6節     | エコパ   | 磐田   | 3-0  | 清水     | 22,152 |
| 2009年 | 8月22日  | J1   | 第23節    | アウスタ | 清水   | 5-1  | 磐田     | 20,116 |
| 2010年 | 7月17日  | J1   | 第13節    | アウスタ | 清水   | 0-0  | 磐田     | 19,968 |
| 2010年 | 8月22日  | J1   | 第20節    | エコパ   | 磐田   | 2-1  | 清水     | 31,266 |
| 2011年 | 5月28日  | J1   | 第13節    | アウスタ | 清水   | 0-0  | 磐田     | 12,678 |
| 2011年 | 9月10日  | J1   | 第25節    | エコパ   | 磐田   | 2-1  | 清水     | 30,516 |
| 2012年 | 4月14日  | J1   | 第6節     | アウスタ | 清水   | 3-2  | 磐田     | 16,334 |
| 2012年 | 10月6日  | J1   | 第28節    | エコパ   | 磐田   | 0-1  | 清水     | 28,745 |
| 2013年 | 4月13日  | J1   | 第6節     | アイスタ | 清水   | 1-0  | 磐田     | 15,113 |
| 2013年 | 10月27日 | J1   | 第30節    | ヤマハ   | 磐田   | 0-1  | 清水     | 12,467 |
| 2014年 - 2015年は、清水がJ1、磐田がJ2所属のため開催なし。 2016年は、磐田がJ1、清水がJ2所属のため開催なし。 |          |      |           |          |        |      |          |        |
| 2017年 | 4月1日   | J1   | 第5節     | エコパ   | 磐田   | 3-1  | 清水     | 40,491 |
| 2017年 | 10月14日 | J1   | 第29節    | アイスタ | 清水   | 0-3  | 磐田     | 18,556 |
| 2018年 | 4月7日   | J1   | 第6節     | エコパ   | 磐田   | 0-0  | 清水     | 30,598 |
| 2018年 | 10月7日  | J1   | 第29節    | アイスタ | 清水   | 5-1  | 磐田     | 19,159 |
| 2019年 | 4月14日  | J1   | 第7節     | エコパ   | 磐田   | 1-2  | 清水     | 31,144 |
| 2019年 | 11月2日  | J1   | 第30節    | アイスタ | 清水   | 1-2  | 磐田     | 17,762 |
| 2020年 - 2021年は、清水がJ1、磐田がJ2所属のため開催なし。                                                  |          |      |           |          |        |      |          |        |
| 2022年 | 2月26日  | J1   | 第2節     | エコパ   | 磐田   | 1-2  | 清水     | 19,130 |
| 2022年 | 10月22日 | J1   | 第31節    | アイスタ | 清水   | 1-1  | 磐田     | 18,182 |
| 2023年 | 3月18日  | J2   | 第5節     | エコパ   | 磐田   | 2-2  | 清水     | 22,937 |
| 2023年 | 10月7日  | J2   | 第38節    | アイスタ | 清水   | 1-0  | 磐田     | 18,871 |
| 2024年は、磐田がJ1、清水がJ2所属のため開催なし。 2025年 - は、清水がJ1、磐田がJ2所属のため開催なし。       |          |      |           |          |        |      |          |        |

### Jリーグチャンピオンシップ
■清水エスパルス：1勝1敗
■ジュビロ磐田：1勝1敗
| 開催日 | 開催日   | 節    | 会場   | ホーム | 得点 | アウェイ | 観客数 |
| ------ | -------- | ----- | ------ | ------ | ---- | -------- | ------ |
| 1999年 | 12月4日  | 第1戦 | 磐田   | 磐田   | 2v-1 | 清水     | 17,337 |
| 1999年 | 12月11日 | 第2戦 | 日本平 | 清水   | 2v-1 | 磐田     | 20,309 |

- 2試合で勝点および得点が同じとなったためPK戦を実施、磐田が勝利し年間優勝を獲得した。

### Jリーグカップ戦績
■清水エスパルス：6勝6敗
■ジュビロ磐田：6勝6敗
| 開催日 | 開催日   | 大会                       | 会場     | ホーム | 得点 | アウェイ | 観客数 |
| ------ | -------- | -------------------------- | -------- | ------ | ---- | -------- | ------ |
| 1993年 | 10月16日 | 予選Bグループ 第7節        | 日本平   | 清水   | 2-0  | 磐田     | 9,270  |
| 1998年 | 7月15日  | 準決勝                     | 日本平   | 清水   | 0-2  | 磐田     | 14,863 |
| 2008年 | 5月25日  | Bグループ 第4節            | 日本平   | 清水   | 4-2  | 磐田     | 12,389 |
| 2008年 | 6月8日   | Bグループ 第6節            | ヤマハ   | 磐田   | 2-0  | 清水     | 11,731 |
| 2010年 | 6月6日   | Bグループ 第6節            | アイスタ | 清水   | 2-0  | 磐田     | 17,521 |
| 2013年 | 3月23日  | Aグループ 第2節            | ヤマハ   | 磐田   | 5-1  | 清水     | 10,690 |
| 2017年 | 5月10日  | Aグループ 第5節            | アイスタ | 清水   | 2-4  | 磐田     | 7,565  |
| 2018年 | 3月7日   | Bグループ 第1節            | アイスタ | 清水   | 1-0  | 磐田     | 8,125  |
| 2018年 | 5月9日   | Bグループ 第5節            | ヤマハ   | 磐田   | 2-1  | 清水     | 8,207  |
| 2019年 | 3月13日  | Dグループ 第2節            | アイスタ | 清水   | 1-0  | 磐田     | 8,239  |
| 2019年 | 5月22日  | Dグループ 第6節            | ヤマハ   | 磐田   | 0-2  | 清水     | 8,944  |
| 2025年 | 4月9日   | グループ2 1stラウンド2回戦 | ヤマハ   | 磐田   | 2-1  | 清水     | 12,533 |

### 天皇杯戦績
■清水エスパルス：1勝1分1敗
■ジュビロ磐田：1勝1分1敗
| 開催日         | 大会・節              | 会場   | ホーム | 得点                      | アウェイ | 観客数 |
| -------------- | --------------------- | ------ | ------ | ------------------------- | -------- | ------ |
| 2003年12月27日 | 第83回天皇杯 準決勝   | 埼玉   | 清水   | 2-4                       | 磐田     | 11,233 |
| 2005年12月24日 | 第85回天皇杯 準々決勝 | 丸亀   | 磐田   | 0-1                       | 清水     | 7,354  |
| 2019年09月18日 | 第99回天皇杯 4回戦    | ヤマハ | 磐田   | 1-1 （延長） （3-4 PK戦） | 清水     | 7,649  |

### プレシーズンマッチ
| 開催日        | 大会・節                               | 会場     | ホーム | 得点 | アウェイ | 観客数 |
| ------------- | -------------------------------------- | -------- | ------ | ---- | -------- | ------ |
| 1994年2月27日 | 三菱電機霧ヶ峰カップ                   | 磐田     | 磐田   | 1-2  | 清水     | 15,072 |
| 1996年3月3日  | 三菱電機霧ヶ峰カップ                   | 日本平   | 清水   | 0-2  | 磐田     | 16,601 |
| 1996年7月13日 | 東海チャンピオンシップ 第1戦           | 磐田     | 磐田   | 1-2  | 清水     | 16,989 |
| 1997年3月1日  | プレシーズンマッチ                     | 磐田     | 磐田   | 2-0  | 清水     | 9,125  |
| 1997年6月14日 | 東海チャンピオンシップ 第1戦           | 日本平   | 清水   | 1-1  | 磐田     | 9,137  |
| 1998年7月1日  | 東海チャンピオンシップ 第1戦           | 磐田     | 磐田   | 0-3  | 清水     | 10,087 |
| 1999年2月21日 | プレシーズンマッチ                     | 日本平   | 清水   | 2-0  | 磐田     | 10,821 |
| 1999年7月7日  | 東海チャンピオンシップ 第2戦           | 日本平   | 清水   | 0-2  | 磐田     | 9,108  |
| 2000年9月30日 | 東海チャンピオンシップ 第3戦           | 磐田     | 磐田   | 0-2  | 清水     | 7,871  |
| 2001年6月6日  | 東海チャンピオンシップ 第3戦           | 日本平   | 清水   | 4-1  | 磐田     | 6,768  |
| 2005年6月25日 | プレシーズンマッチ                     | 日本平   | 清水   | 0-0  | 磐田     | 8,016  |
| 2006年2月19日 | プレシーズンマッチ                     | 磐田     | 磐田   | 0-0  | 清水     | 8,169  |
| 2009年2月21日 | SDT CUP                                | 日本平   | 清水   | 2-1  | 磐田     | 11,284 |
| 2011年4月9日  | 東日本大震災復興支援チャリティーマッチ | アウスタ | 清水   | 1-1  | 磐田     | 5,590  |
| 2012年2月19日 | プレシーズンマッチ                     | 鴨池     | 清水   | 1-0  | 磐田     | 3,817  |
| 2013年2月16日 | プレシーズンマッチ                     | 愛鷹     | 磐田   | 0-1  | 清水     | 5,477  |
| 2015年2月8日  | スカパー！ニューイヤーカップ           | 鹿児島サ | 清水   | 1-2  | 磐田     | 1,058  |
| 2016年2月6日  | スカパー！ニューイヤーカップ           | 鴨池     | 磐田   | 1-0  | 清水     | 2,488  |

## 清水エスパルス vs 藤枝MYFC

### リーグ戦戦績
■清水エスパルス：3勝1敗
■藤枝MYFC：1勝3敗
| 年   | 月日    | 時期 | 時期 | 会場     | ホーム | 得点 | アウェイ | 観客数 |
| ---- | ------- | ---- | ---- | -------- | ------ | ---- | -------- | ------ |
| 2023 | 5月13日 | J2   | 15   | アイスタ | 清水   | 5-0  | 藤枝     | 14,167 |
| 2023 | 9月30日 | J2   | 37   | 藤枝サ   | 藤枝   | 2-0  | 清水     | 6,288  |
| 2024 | 6月8日  | J2   | 19   | アイスタ | 清水   | 1-0  | 藤枝     | 17,707 |
| 2024 | 9月22日 | J2   | 32   | 藤枝サ   | 藤枝   | 2-3  | 清水     | 10,667 |

### 天皇杯戦績
■清水エスパルス：1勝1敗
■藤枝MYFC：1勝1敗
| 開催日       | 大会               | 会場     | ホーム | 得点 | アウェイ | 観客数 |
| ------------ | ------------------ | -------- | ------ | ---- | -------- | ------ |
| 2013年9月8日 | 第93回天皇杯 2回戦 | アイスタ | 清水   | 2-0  | 藤枝     | 5,215  |
| 2015年9月9日 | 第95回天皇杯 2回戦 | アイスタ | 清水   | 2-4  | 藤枝     | 2,218  |

## 清水エスパルス vs Honda FC
■清水エスパルス：2勝
■本田技研工業サッカー部/Honda FC：2敗
| 開催日        | 大会               | 会場     | ホーム | 得点 | アウェイ     | 観客数 |
| ------------- | ------------------ | -------- | ------ | ---- | ------------ | ------ |
| 2001年12月9日 | 第81回天皇杯 3回戦 | 日本平   | 清水   | 2-0  | 本田技研工業 | 4,605  |
| 2010年9月5日  | 第90回天皇杯 2回戦 | アウスタ | 清水   | 2-0  | Honda        | 3,739  |

## ジュビロ磐田 vs 藤枝MYFC「蒼藤決戦」

### リーグ戦戦績
■ジュビロ磐田：2勝0敗
■藤枝MYFC：0勝2敗
| 年                                             | 月日    | 時期 | 時期 | 会場   | ホーム | 得点 | アウェイ | 観客数 |
| ---------------------------------------------- | ------- | ---- | ---- | ------ | ------ | ---- | -------- | ------ |
| 2023                                           | 5月17日 | J2   | 17   | 藤枝サ | 藤枝   | 0-1  | 磐田     | 5,696  |
| 2023                                           | 7月16日 | J2   | 26   | ヤマハ | 磐田   | 4-1  | 藤枝     | 13,688 |
| 2024年は磐田がJ1・藤枝がJ2所属のため開催せず。 |         |      |      |        |        |      |          |        |
| 2025                                           | 5月11日 | J2   | 15   | ヤマハ | 磐田   | 1ｰ0  | 藤枝     | 12,261 |
| 2025                                           | 9月20日 | J2   | 30   | 藤枝サ | 藤枝   |      | 磐田     |        |

### 天皇杯戦績
■ジュビロ磐田：1勝
■藤枝MYFC：1敗
| 開催日        | 大会・節           | 会場   | ホーム | 得点 | アウェイ | 観客数 |
| ------------- | ------------------ | ------ | ------ | ---- | -------- | ------ |
| 2014年7月13日 | 第93回天皇杯 2回戦 | ヤマハ | 磐田   | 2-0  | 藤枝     | 3,577  |

## ジュビロ磐田 vs Honda FC
1992年度以降の記録について記述する。
■ヤマハ発動機サッカー部/ジュビロ磐田：3勝1分
■本田技研工業サッカー部/Honda FC：1分3敗
| 年     | 月日    | 大会                | 節                  | 会場   | ホーム       | 得点                      | アウェイ     | 観客数 |
| ------ | ------- | ------------------- | ------------------- | ------ | ------------ | ------------------------- | ------------ | ------ |
| 1992年 | 7月12日 | 旧JFL1部            | 第3節               | 東山   | ヤマハ発動機 | 3-0                       | 本田技研工業 | 不明   |
| 1992年 | 9月19日 | 旧JFL1部            | 第13節              | 都田   | 本田技研工業 | 0-2                       | ヤマハ発動機 | 不明   |
| 2017年 | 6月21日 | 第97回天皇杯 2回戦  | 第97回天皇杯 2回戦  | ヤマハ | 磐田         | 2-2 （延長） （5-4 PK戦） | Honda        | 4,180  |
| 2021年 | 7月7日  | 第101回天皇杯 3回戦 | 第101回天皇杯 3回戦 | ヤマハ | 磐田         | 4-1                       | Honda        | 4,794  |

## 藤枝MYFC vs アスルクラロ沼津

### リーグ戦戦績
■藤枝MYFC：4勝4分4敗
■アスルクラロ沼津：4勝4分4敗
| 年     | 月日     | 大会 | 節     | 会場   | ホーム | 得点 | アウェイ | 観客数 |
| ------ | -------- | ---- | ------ | ------ | ------ | ---- | -------- | ------ |
| 2017年 | 3月25日  | J3   | 第3節  | 愛鷹   | 沼津   | 4-1  | 藤枝     | 2,947  |
| 2017年 | 10月8日  | J3   | 第26節 | 藤枝サ | 藤枝   | 2-2  | 沼津     | 2,577  |
| 2018年 | 5月3日   | J3   | 第9節  | 藤枝サ | 藤枝   | 0-1  | 沼津     | 2,592  |
| 2018年 | 9月22日  | J3   | 第24節 | 愛鷹   | 沼津   | 2-1  | 藤枝     | 2,502  |
| 2019年 | 4月6日   | J3   | 第5節  | 藤枝サ | 藤枝   | 0-0  | 沼津     | 2,014  |
| 2019年 | 11月10日 | J3   | 第30節 | 愛鷹   | 沼津   | 0-1  | 藤枝     | 3,505  |
| 2020年 | 6月27日  | J3   | 第1節  | 愛鷹   | 沼津   | 2-1  | 藤枝     | 無観客 |
| 2020年 | 11月18日 | J3   | 第28節 | 藤枝サ | 藤枝   | 1-0  | 沼津     | 745    |
| 2021年 | 4月25日  | J3   | 第6節  | 愛鷹   | 沼津   | 1-1  | 藤枝     | 2,081  |
| 2021年 | 10月10日 | J3   | 第22節 | 藤枝サ | 藤枝   | 5-1  | 沼津     | 1,622  |
| 2022年 | 5月29日  | J3   | 第10節 | 藤枝サ | 藤枝   | 3-1  | 沼津     | 1,811  |
| 2022年 | 9月21日  | J3   | 第20節 | 愛鷹   | 沼津   | 0-0  | 藤枝     | 639    |

### 天皇杯戦績
■藤枝MYFC：1勝1敗
■アスルクラロ沼津：1勝1敗
| 開催日        | 大会・節                      | 会場 | ホーム | 得点 | アウェイ | 観客数 |
| ------------- | ----------------------------- | ---- | ------ | ---- | -------- | ------ |
| 2017年4月19日 | 第97回天皇杯 静岡県予選 決勝  | 草薙 | 沼津   | 3-0  | 藤枝     | 無計測 |
| 2022年5月8日  | 第102回天皇杯 静岡県予選 決勝 | 草薙 | 藤枝   | 1-0  | 沼津     | 無計測 |

## 藤枝MYFC vs Honda FC
■藤枝MYFC：3勝2分5敗
■Honda FC：5勝2分3敗
| 年     | 月日     | 大会                           | 節                             | 会場     | ホーム | 得点                      | アウェイ | 観客数 |
| ------ | -------- | ------------------------------ | ------------------------------ | -------- | ------ | ------------------------- | -------- | ------ |
| 2012年 | 6月17日  | JFL                            | 第16節                         | 藤枝市民 | 藤枝   | 0-2                       | Honda    | 1,317  |
| 2012年 | 10月21日 | JFL                            | 第30節                         | 都田     | Honda  | 2-1                       | 藤枝     | 1,056  |
| 2013年 | 4月14日  | JFL                            | 第6節                          | 藤枝サ   | 藤枝   | 3-3                       | Honda    | 1,563  |
| 2013年 | 8月25日  | 第93回天皇杯 静岡県予選 決勝   | 第93回天皇杯 静岡県予選 決勝   | 藤枝サ   | Honda  | 0-1                       | 藤枝     | 無計測 |
| 2013年 | 11月10日 | JFL                            | 第32節                         | 都田     | Honda  | 3-2                       | 藤枝     | 565    |
| 2014年 | 6月28日  | 第94回天皇杯 静岡県予選 決勝   | 第94回天皇杯 静岡県予選 決勝   | 草薙     | 藤枝   | 7-2                       | Honda    | 無計測 |
| 2015年 | 8月23日  | 第95回天皇杯 静岡県予選 決勝   | 第95回天皇杯 静岡県予選 決勝   | 藤枝サ   | 藤枝   | 4-3                       | Honda    | 無計測 |
| 2016年 | 8月21日  | 第96回天皇杯 静岡県予選 決勝   | 第96回天皇杯 静岡県予選 決勝   | 草薙     | 藤枝   | 2-3 （延長）              | Honda    | 無計測 |
| 2018年 | 4月22日  | 第98回天皇杯 静岡県予選 準決勝 | 第98回天皇杯 静岡県予選 準決勝 | 愛鷹     | 藤枝   | 1-3                       | Honda    | 無計測 |
| 2019年 | 4月21日  | 第99回天皇杯 静岡県予選 準決勝 | 第99回天皇杯 静岡県予選 準決勝 | 藤枝サ   | 藤枝   | 0-0 （延長） （4-5 PK戦） | Honda    | 無計測 |

## アスルクラロ沼津 vs Honda FC
■アスルクラロ沼津：2分9敗
■Honda FC：9勝2分
| 年     | 月日    | 大会                            | 節                              | 会場   | ホーム | 得点                      | アウェイ | 観客数 |
| ------ | ------- | ------------------------------- | ------------------------------- | ------ | ------ | ------------------------- | -------- | ------ |
| 2014年 | 3月30日 | JFL                             | 1st-S 第3節                     | 都田   | Honda  | 0-0                       | 沼津     | 503    |
| 2014年 | 6月28日 | 第94回天皇杯 静岡県予選 準決勝  | 第94回天皇杯 静岡県予選 準決勝  | 都田   | Honda  | 1-0                       | 沼津     | 無計測 |
| 2014年 | 9月21日 | JFL                             | 2nd-S 第7節                     | 愛鷹   | 沼津   | 0-4                       | Honda    | 2,968  |
| 2015年 | 5月3日  | JFL                             | 1st-S 第10節                    | 愛鷹   | 沼津   | 0-5                       | Honda    | 1,877  |
| 2015年 | 8月23日 | 第95回天皇杯 静岡県予選 準決勝  | 第95回天皇杯 静岡県予選 準決勝  | 都田   | Honda  | 3-1                       | 沼津     | 無計測 |
| 2015年 | 7月4日  | JFL                             | 2nd-S 第3節                     | 都田   | Honda  | 3-0                       | 沼津     | 818    |
| 2016年 | 6月5日  | JFL                             | 1st-S 第15節                    | 都田   | Honda  | 1-0                       | 沼津     | 811    |
| 2016年 | 9月10日 | JFL                             | 2nd-S 第8節                     | 愛鷹   | 沼津   | 0-1                       | Honda    | 6,874  |
| 2018年 | 5月13日 | 第98回天皇杯 静岡県予選 決勝    | 第98回天皇杯 静岡県予選 決勝    | 藤枝サ | 沼津   | 0-1                       | Honda    | 無計測 |
| 2019年 | 5月12日 | 第99回天皇杯 静岡県予選 決勝    | 第99回天皇杯 静岡県予選 決勝    | 愛鷹   | 沼津   | 0-1                       | Honda    | 無計測 |
| 2021年 | 4月18日 | 第101回天皇杯 静岡県予選 準決勝 | 第101回天皇杯 静岡県予選 準決勝 | 愛鷹   | 沼津   | 1-1 （延長） （7-8 PK戦） | Honda    | 無計測 |

## その他JFLにおける県勢対戦
主に静岡県内に現存しないチームについて記述

### ジャパンフットボールリーグ（旧JFL）
- 中央防犯藤枝 vs ヤマハ発動機 （1993年のみ 旧1部）
- PJM vs 本田技研工業 （1993年のみ 旧2部）
- トヨタ自動車東富士 vs 本田技研工業 （1993年のみ 旧2部）
- PJM vs トヨタ自動車東富士 （1993年のみ 旧2部）
- 中央防犯藤枝 vs 本田技研工業 （1994年のみ）

### 日本フットボールリーグ
- ジヤトコ vs 本田技研工業/Honda （1997 - 2003年）
- 静岡産業大学 vs 本田技研工業/Honda （2000 - 2002年）[42]
- ジヤトコ vs 静岡産業大学 （2000 - 2002年）

## 旧JSLにおける県勢対戦
- 本田技研工業 vs ヤマハ発動機（天竜川決戦参照）
- 本田技研工業 vs トヨタ自動車
- ヤマハ発動機 vs トヨタ自動車